# جانو انانيدزي
جانو انانيدزي (بالإسبانية: Jano)‏ (23 ديسمبر 1986 بمدريد في إسبانيا - ) هو لاعب كرة قدم إسباني في مركز الوسط. لعب مع رايو فايكانو ب ورايو ماخاداهوندا ونادي سانت بولتن ونادي ليغانيس ونادي ماترسبرغ.

## وصلات خارجية
- جانو انانيدزي على موقع قاعدة بيانات كرة القدم.إي يو (الإنجليزية)
- جانو انانيدزي على موقع Soccerway.com (الإنجليزية)
- جانو انانيدزي على موقع عالم كرة القدم.نت (الإنجليزية)